# Notre-Dame-de-Cenilly
Pour les articles homonymes, voir Notre-Dame.
Notre-Dame-de-Cenilly est une commune française, située dans le département de la Manche en région Normandie, peuplée de 631 habitants.

## Géographie

### Localisation
Les communes limitrophes sont Cerisy-la-Salle, Dangy, Le Guislain, Hambye, Montpinchon, Roncey, Saint-Martin-de-Cenilly et Bourgvallées.

### Géologie et relief
Couvrant 2 523 hectares, son territoire est le plus étendu du canton de Cerisy-la-Salle.

### Hydrographie
La commune est située dans le bassin Seine-Normandie. Elle est drainée par la Soulles, la Vanne, la Soullette, un bras de la Soulle, le cours d'eau 01 de l'Androyère, le cours d'eau 01 du Terroux, le cours d'eau 02 de la Marquerie, le cours d'eau 02 du Font Brocard, le fossé 01 des Hélaines et le fossé 01 du Village Basset,,.
La Soulles, d'une longueur de 52 km, prend sa source dans la commune de Percy-en-Normandie et se jette dans la Sienne à Heugueville-sur-Sienne, après avoir traversé 19 communes.

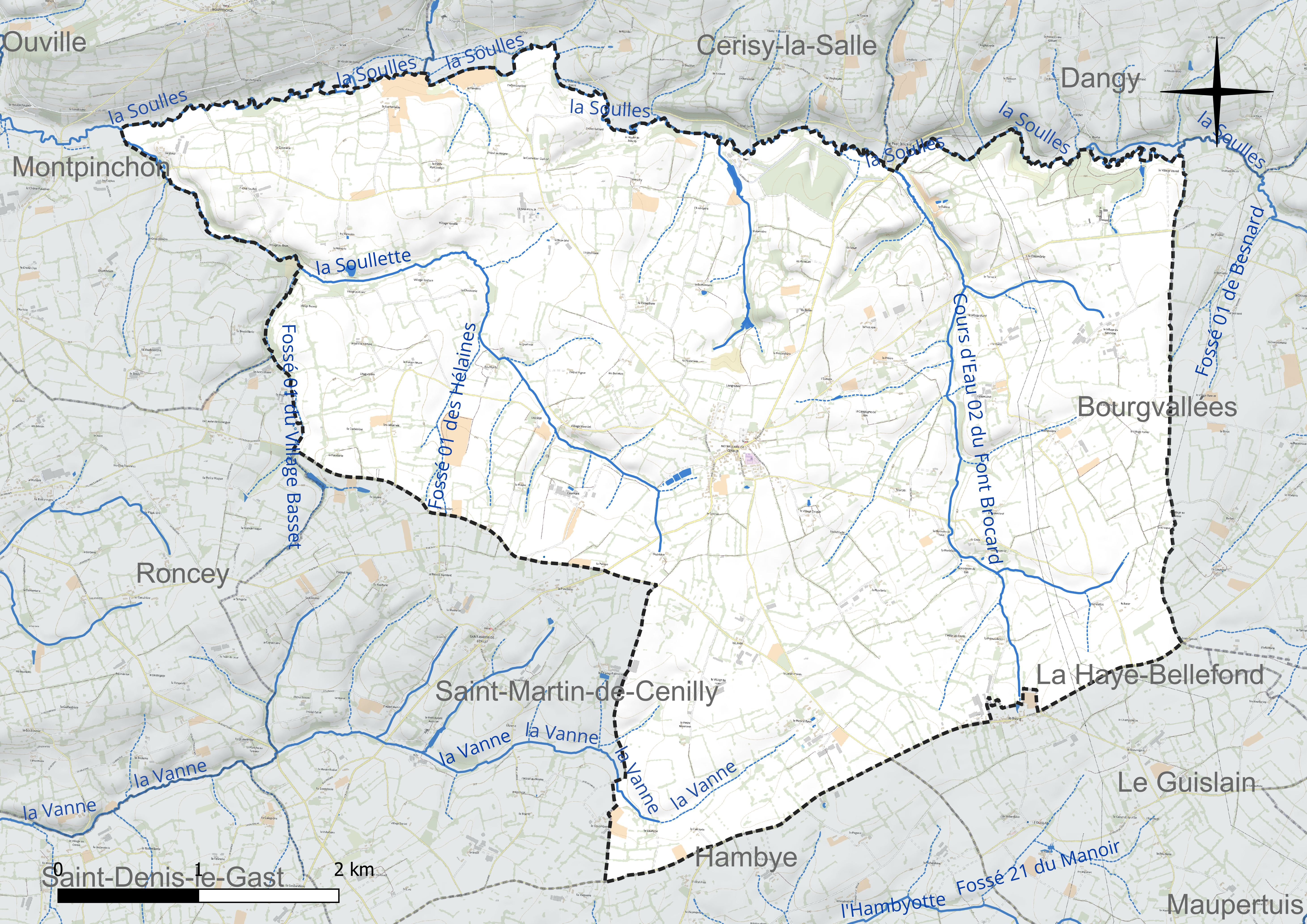
Réseau hydrographique de Notre-Dame-de-Cenilly.

La Vanne, d'une longueur de 20 km, prend sa source dans la commune et se jette  dans la Sienne à Quettreville-sur-Sienne, après avoir traversé sept communes.

### Climat
Pour des articles plus généraux, voir Climat de la Normandie et Climat de la Manche.
En 2010, le climat de la commune est de type climat océanique franc, selon une étude du CNRS s'appuyant sur une série de données couvrant la période 1971-2000. En 2020, Météo-France publie une typologie des climats de la France métropolitaine dans laquelle la commune est exposée à un climat océanique et est dans la région climatique  Normandie (Cotentin, Orne), caractérisée par une pluviométrie relativement élevée (850 mm/a) et un été frais (15,5 °C) et venté. Parallèlement le GIEC normand, un groupe régional d’experts sur le climat, différencie quant à lui, dans une étude de 2020, trois grands types de climats pour la région Normandie, nuancés à une échelle plus fine par les facteurs géographiques locaux. La commune est, selon ce zonage, exposée à un « climat contrasté des collines », correspondant au Bocage normand, bien arrosé, voire très arrosé sur les reliefs les plus exposés au flux d’ouest, et frais en raison de l’altitude.
Pour la période 1971-2000, la température annuelle moyenne est de 10,7 °C, avec une amplitude thermique annuelle de 12 °C. Le cumul annuel moyen de précipitations est de 1 063 mm, avec 14,9 jours de précipitations en janvier et 8,8 jours en juillet. Pour la période 1991-2020, la température moyenne annuelle observée sur la station météorologique la plus proche, située sur la commune de Cerisy-la-Salle à 4 km à vol d'oiseau, est de 11,5 °C et le cumul annuel moyen de précipitations est de 1 112,5 mm,. Pour l'avenir, les paramètres climatiques de la commune estimés pour 2050 selon différents scénarios d’émission de gaz à effet de serre sont consultables sur un site dédié publié par Météo-France en novembre 2022.

### Paysages
Notre-Dame-de-Cenilly est une commune située en Bocage normand.
- Vallée de la Soulles à son confluent avec la Soulette.

## Urbanisme

### Typologie
Au 1er janvier 2024, Notre-Dame-de-Cenilly est catégorisée commune rurale à habitat très dispersé, selon la nouvelle grille communale de densité à sept niveaux définie par l'Insee en 2022.
Elle est située hors unité urbaine et hors attraction des villes,.

### Occupation des sols
L'occupation des sols de la commune, telle qu'elle ressort de la base de données européenne d’occupation biophysique des sols Corine Land Cover (CLC), est marquée par l'importance des territoires agricoles (97,8 % en 2018), en diminution par rapport à 1990 (99 %).
La répartition détaillée en 2018 est la suivante : prairies (66,9 %), terres arables (24,1 %), zones agricoles hétérogènes (6,8 %), zones urbanisées (1,2 %), forêts (1 %).

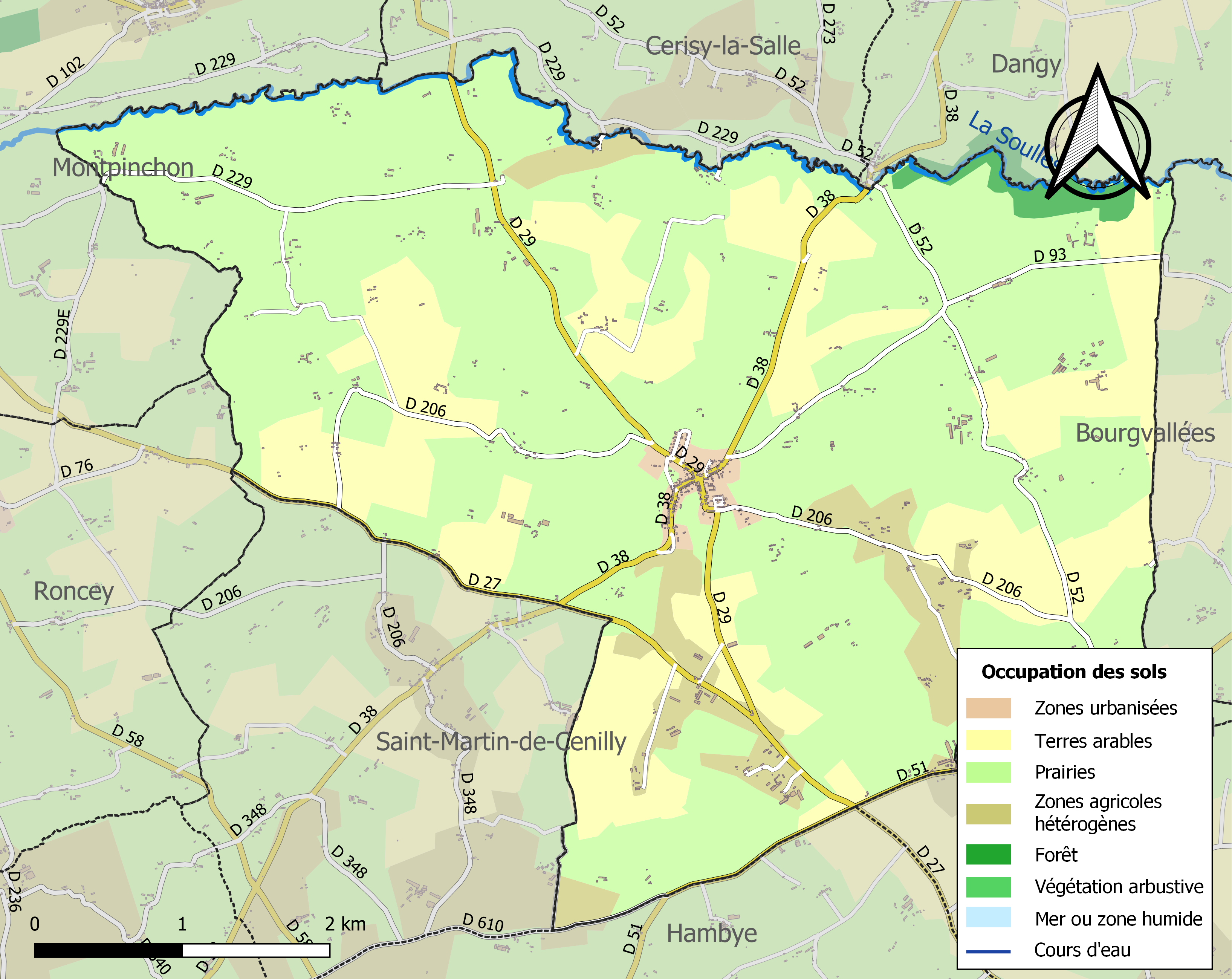
Carte des infrastructures et de l'occupation des sols de la commune en 2018 (CLC).

L'évolution de l’occupation des sols de la commune et de ses infrastructures peut être observée sur les différentes représentations cartographiques du territoire : la carte de Cassini (XVIIIe siècle), la carte d'état-major (1820-1866) et les cartes ou photos aériennes de l'IGN pour la période actuelle (1950 à aujourd'hui).

## Toponymie
Le nom de la localité est attesté sous les formes Notre Dame de Ceuilly en 1793, Ceuilly (Notre-Dame-de) en 1801, Beala-Maria-de-cenilleis sans date.
Le vocable Notre-Dame (Marie, mère de Jésus) est partagé par plus de cinquante communes ou anciennes communes françaises, dont la moitié dans les cinq départements normands. Cenilly est issu d'un anthroponyme latin (Cenilius ou Senilis).

## Histoire
(juin 2011).

### Moyen Âge et Ancien Régime
Notre-Dame était le chef-lieu du doyenné de Cenilly jusqu'en 1789 qui comptait dix-sept paroisses.
Jourdain de Say et son épouse Luce fondèrent l'église de Notre-Dame de Cenilly en 1098. Ils étaient alors propriétaires de tous les fiefs de Cenilly :
- Marcambie
- Breuilly
- Lengronnes
- Le Mesnil Normand
- Le Mesnil Lambert
- Ouville
- Mortaing
- La Retoure
- Vancanville
- Le Mesnil Amont

Le patronage de l'église appartenait à l'abbaye d'Aunay.
Le 1er septembre 1470, le roi Louis XI, en route pour Notre-Dame-du-Pilier à Saint-Lô, s'arrêta à l'église de Notre-Dame de Cenilly où, « il y fit une aumône pour aider et parachever à couvrir la chapelle de la dite Vierge ».
Le 8 décembre 1476, le clocher s'est effondré par fortune du temps. En 1530, les paroissiens ont fait un procès aux religieux qui n'étaient pas pressés de reconstruire le clocher de l'église presque neuf qui avait brulé à cause de la foudre. Il a également été victime de la foudre en 1619 ainsi qu'en 1624.
Pendant la Révolution, toutes les églises étant fermées, l'office religieux fut tout de même célébré quelquefois dans la chapelle de Marcambye, car un prêtre demeura caché dans une chambre habilement dissimulée.

### Époque contemporaine

#### XIXesiècle
En 1805, pendant la bataille d'Austerlitz, trois Cenillais furent tués. Il s'agit de Jacques Gervaise, François Hubert de Notre-Dame et d'Isidore Leconte de Saint-Martin. François Lefranc également de Notre-Dame y fut blessé.
En 1808, à la suite de bagarres et de troubles dans le bourg (agressions, dégradations des biens publics et privés), le conseil municipal a pris des arrêtés interdisant la consommation d'alcool, le temps du service divin du dimanche ainsi que les jours de fêtes. Également l'interdiction pour les cabaretiers de servir après 20 heures l'hiver et 22 heures l'été. D'après les registres de délibération du conseil municipal en 1818 le problème n'était toujours pas réglé.
On peut lire sur une des cloches de l'église : « L'an 1820, j'ai été bénite par M. Antoine Lebreton, curé de ce lieu et nommée Augustine, Marie, Antoinette, par M. de Tournebu, écuyer, maire de cette commune, assisté de noble dame Antoinette Achard de Vacognes, son épouse ».
En 1826, les deux maires de Notre-Dame et Saint-Martin demandèrent au préfet de rectifier la limite des deux communes, la lande du Mesnil-Rave se trouvant enclavée dans les territoires de Notre-Dame. Le maire de Notre-Dame trouvant qu'il aurait été plus logique qu'elle se trouve sur sa commune. Le préfet lui donna raison.
En 1827, de violents coups de vent endommagèrent le toit de l'école des garçons, la couverture était déjà en mauvais état et les bois de la charpente presque entièrement pourris.
La petite cloche porte l'inscription suivante : « L'an 1829, j'ai été bénite par M. Lebreton, curé de ce lieu et nommée Marie, Françoise, Victoire par M. de Pézeril, avocat, juge de paix du canton de Cerisy ».
Une lettre du curé Lebreton adressée au conseil municipal, daté de septembre 1830, démontre qu'il y a eu un conflit à propos de l'entretien des cloches de l'église.
Les registres de délibération du conseil municipal font état pour l'année 1832 de litiges sur des terrains entre la famille royale et la commune.
L'orgue de l'église fut placé en 1849. L'agrandissement des deux chapelles avec leurs arcades surbaissées date de l'année 1856.
Entre 1856 et 1858 de multiples délibérations eurent lieu pour l'acceptation de plan et de devis pour la construction d'une école de filles. Le sort de la nouvelle école de garçons ayant été réglé au début des années 1850.
En 1865, M. Legoupil, curé de la paroisse, restaura le presbytère et le fit couvrir en ardoise, son successeur, le curé Delaunay continua la restauration.
Vers 1870, quelques chemins vicinaux ont été ouverts, ils sont en général mal entretenus et leur nombre est trop restreint. Trois pompes communales ont été installées et mises à la disposition des habitants du bourg. Elles sont situées, l'une près de l'école des garçons, la seconde non loin de la poste et la dernière au lieu-dit le Bas du Bourg. Quelques caniveaux ont été creusés dans le bourg afin de recueillir les eaux qui ruissellent sur le bord de la route.
La place de l'église a été élargie ; à de vieilles maisons en argile et à moitié démolies ont succédé des constructions en brique ou en pierre et à de vieilles toitures de chaume ont succédé des toitures en ardoise.
La restauration de l'intérieur de l'église fut faite en 1887 par M. Lecarpentier.
Dans les années 1890, il semblerait qu'un projet de liaison ferroviaire Hambye-Saint-Lô, devait traverser la commune au village ès Simonne.

#### XXesiècle
Une des cloches qui rythment la vie de la commune a été bénite en 1900, elle a été nommée Jeanne, Yvonne, Adèle, par M. Varin de la Brunelière.
Le calvaire a été érigé en 1901. Les célébrations eurent lieu le jeudi 2 mai. Une souscription fut lancée auprès de tous les habitants pour participer aux frais. Le total des souscriptions atteignit la somme de 6 425,35 francs. Un livret pour remercier tous les paroissiens ayant donné fut édité à l'occasion, très riche en information grâce à sa notice historique sur la commune et les détails sur les souscripteurs, (adresse, noms des enfants…).
En 1912, un projet de voie ferrée reliant Hambye à Carantilly devait traverser la commune avec une gare au centre de la bourgade mais ce projet fut abandonné. La gare la plus proche est Carantilly à 10 km, et pour le tramway, Hambye à 7 km.
En 1913, un bureau de poste fut créé. La direction en est confiée à un facteur-receveur qui outre le travail de bureau doit faire une tournée plus légère que celle des deux autres facteurs. L'un de ces facteurs a en plus d'une partie de la commune qui lui revient, une partie de Saint-Martin-de-Cenilly à desservir. Le bureau comporte un poste téléphonique relié à Cerisy-la-Salle et à Saint-Martin-de-Cenilly. Les télégrammes viennent par le téléphone. Un porteur est nommé qui doit aussi desservir la commune du Guislain. Il y a une seule distribution par jour, elle se fait dans la matinée. Le courrier arrive le matin en auto, vers 7 h. Autrefois, une personne allait chercher les lettres à Cerisy le matin et en reportait d'autres le soir, puis ce fut une voiture à cheval qui fit le trajet Roncey, Notre-Dame-de-Cenilly, Cerisy, Cametours et inversement en prenant et apportant les lettres dans les trois premières communes. Toujours en 1913, M. Varin de la Brunelière confia la gérance d'une scierie à M. Quévenne sur la commune de Pont-Brocard. M. Varin de la Brunelière crée une dizaine d'années plus tard, une usine d'agglomérés utilisant le sable broyé de la carrière de Marcambie toute proche. Une dizaine d'ouvriers travaillaient pour l'entreprise.
Le 2 juin 1920 eut lieu l'inauguration du monument aux morts. Cinquante-neuf noms y figurent. Comme pour le calvaire une souscription fut lancée auprès des habitants.
En 1923, un violent incendie détruisit une des maisons du bourg, le conseil municipal décida l'achat de deux pompes à incendie. Une vingtaine d'hommes de la commune formèrent la compagnie des sapeurs pompiers.
Le samedi 2 septembre 1939 arrive à la mairie de Notre-Dame-de-Cenilly, le télégramme du ministère de la Guerre, déclarant la mobilisation générale. Des affiches furent placardés dans le bourg, au Guyot et aux Quatre Sapins. Quarante-huit hommes de la commune furent faits prisonniers. Tout au long du conflit la commune eut à héberger des réfugiés. La circulaire du 18 février 1943 prévient le maire de l'arrivée dans la commune de 214 sinistrés ou évacués. Le 26 juillet 1944, un bombardement endommagea fortement l'église et détruisit plusieurs maisons sur la route de Cerisy. La commune déplora plusieurs victimes. De nombreux bâtiments de la commune furent détruits pendant les combats pour la libération, notamment le moulin de Marcambye. Un télégramme du 7 septembre 1944 informe le maire qu'avant le 15 octobre 1944 un programme des travaux de reconstitution d'urgence doit être fait, avec une évaluation des quantités de matériaux nécessaires.

#### XXIesiècle
En 1999, l'église a vu son clocher emporté par la tempête. La famille des anciens boulangers a reçu la médaille des justes en 2010, pour avoir caché une enfant juive.

## Politique et administration

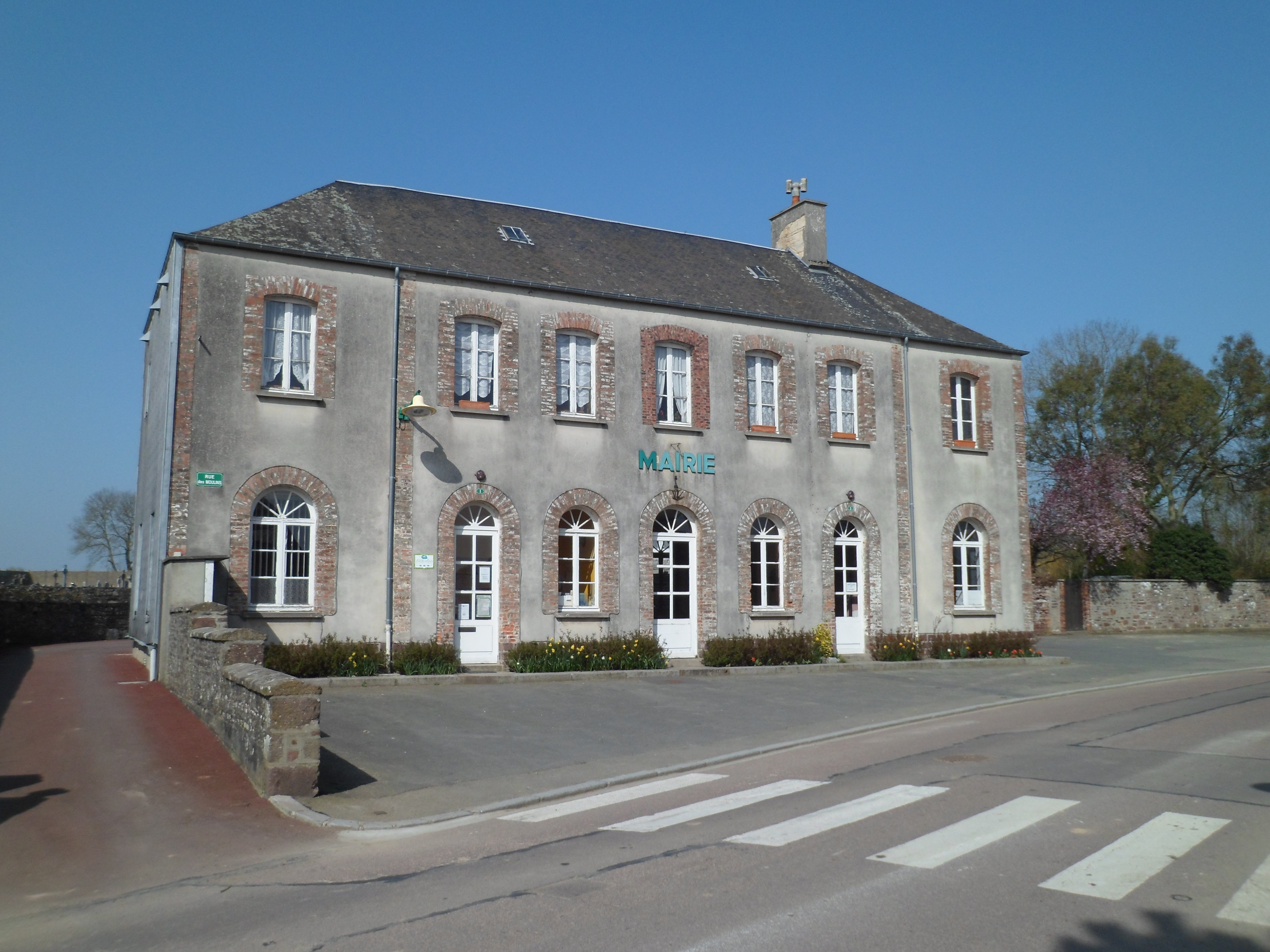
La mairie.

Le conseil municipal est composé de quinze membres dont le maire et trois adjoints.
Au cours du XIXe siècle, la mairie se trouvait à l'étage d'une maison du bourg, louée pour une somme de trente francs par an, à Pierre François Levavasseur. On retrouve les baux dans les registres de délibération du conseil couvrant cette période.

## Population et société
Les habitants de la commune sont appelés les Cenillais.

### Démographie
L'évolution du nombre d'habitants est connue à travers les recensements de la population effectués dans la commune depuis 1793. Pour les communes de moins de 10 000 habitants, une enquête de recensement portant sur toute la population est réalisée tous les cinq ans, les populations de référence des années intermédiaires étant quant à elles estimées par interpolation ou extrapolation. Pour la commune, le premier recensement exhaustif entrant dans le cadre du nouveau dispositif a été réalisé en 2008.
En 2022, la commune comptait 631 habitants, en évolution de −4,54 % par rapport à 2016 (Manche : −0,31 %, France hors Mayotte : +2,11 %).
Notre-Dame-de-Cenilly a compté jusqu'à 2 247 habitants en 1821.
| 1793  | 1800  | 1806  | 1821  | 1831  | 1836  | 1841  | 1846  | 1851  |
| ----- | ----- | ----- | ----- | ----- | ----- | ----- | ----- | ----- |
| 1 966 | 2 121 | 2 219 | 2 247 | 1 988 | 2 166 | 2 087 | 2 084 | 2 028 |

| 1856  | 1861  | 1866  | 1872  | 1876  | 1881  | 1886  | 1891  | 1896  |
| ----- | ----- | ----- | ----- | ----- | ----- | ----- | ----- | ----- |
| 1 970 | 1 893 | 1 817 | 1 708 | 1 721 | 1 550 | 1 517 | 1 452 | 1 345 |

| 1901  | 1906  | 1911  | 1921  | 1926  | 1931  | 1936  | 1946  | 1954  |
| ----- | ----- | ----- | ----- | ----- | ----- | ----- | ----- | ----- |
| 1 363 | 1 260 | 1 204 | 1 047 | 1 069 | 1 023 | 1 020 | 1 126 | 1 083 |

| 1962 | 1968 | 1975 | 1982 | 1990 | 1999 | 2006 | 2008 | 2013 |
| ---- | ---- | ---- | ---- | ---- | ---- | ---- | ---- | ---- |
| 955  | 919  | 743  | 690  | 660  | 690  | 690  | 690  | 671  |

| 2018 | 2022 | - | - | - | - | - | - | - |
| ---- | ---- | - | - | - | - | - | - | - |
| 634  | 631  | - | - | - | - | - | - | - |

En 1856, sur 1 970 habitants, il y avait 365 habitants dans le bourg et 1 605 habitants dans les hameaux.
Pour l'année 1891, on dénombrait une population totale de 1 452 personnes, dont 287 dans le bourg et 1 163 dans les campagnes.
En 1921, sur 1 047 Cenillais, 207 habitaient le bourg et 840 dans les hameaux. La population du bourg correspondait environ au cinquième des habitants de la commune.

### Manifestations culturelles et festivités
Le vide-greniers a lieu le dernier week-end de juillet.

### Vie associative
Il existe plusieurs associations dans la commune dont :
- le foyer des jeunes qui organise chaque année des représentations de théâtre en début d'année (fin février, début mars), un tournoi de ping-pong amateur en semi-nocturne début avril et un rallye vélo à la fin du mois d'août (balade à vélo où la résolution d'énigmes et d'autres questions d'observation orientent les participants à travers la campagne), permettant à chacun de découvrir la région à son rythme ;
- le comité des fêtes qui organise tous les ans la fête Saint-Clair le dernier week-end du mois de juillet, avec feu d'artifice une année sur deux, ainsi que des repas au cours de l'hiver ;
- le club de la joie qui organise des sorties et animations pour nos ainés ;
- la société de chasse ;
- l'union musicale Cenilly-Hambye ;
- l'association des parents d'élèves ;
- le club de football regroupant Notre-Dame et Saint-Martin-de-Cenilly ;
- l'association des commerçants.

## Économie
Le marché a lieu chaque mardi matin.

## Culture locale et patrimoine

### Lieux et monuments

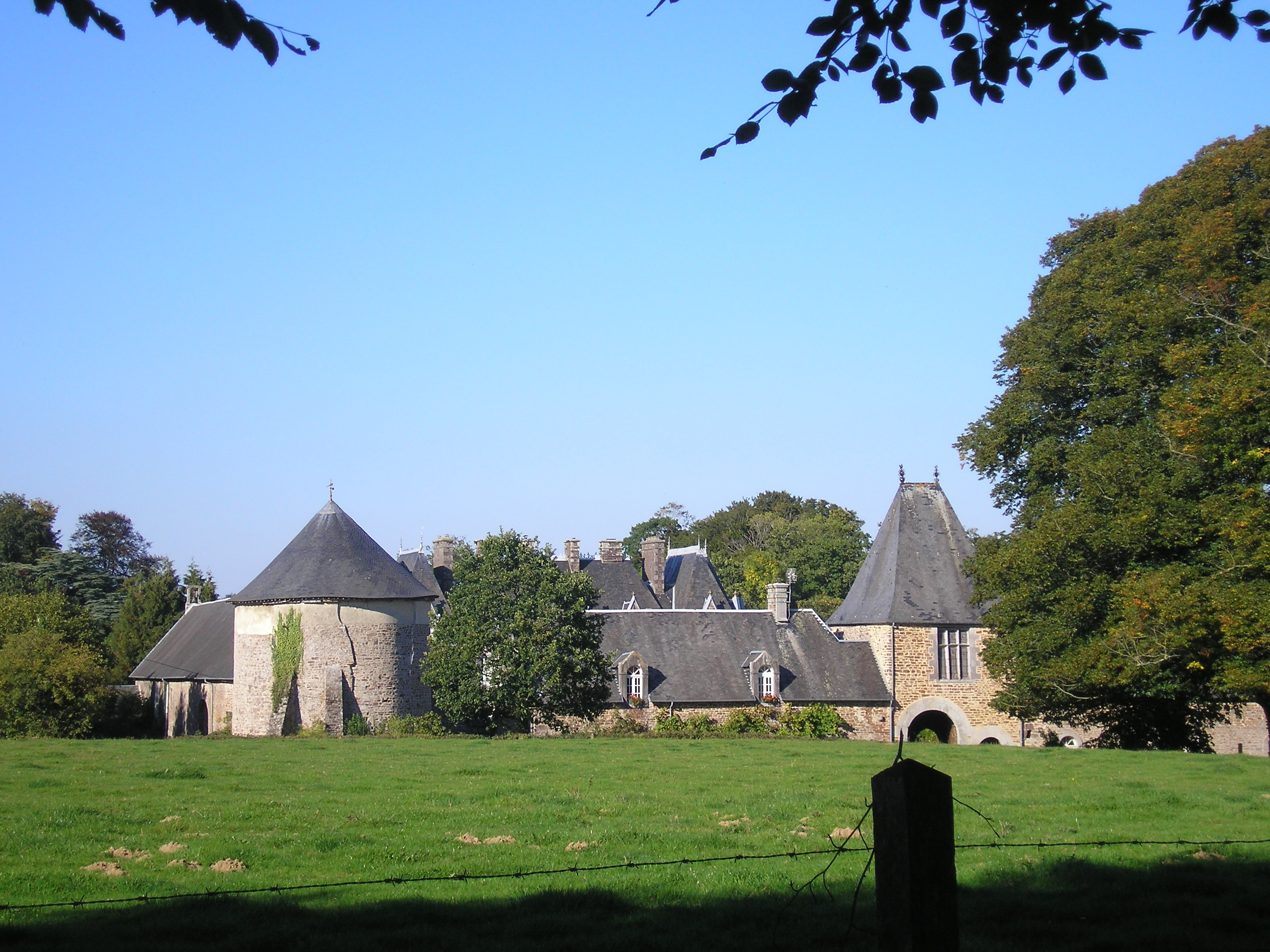
Le château de Marcambye.

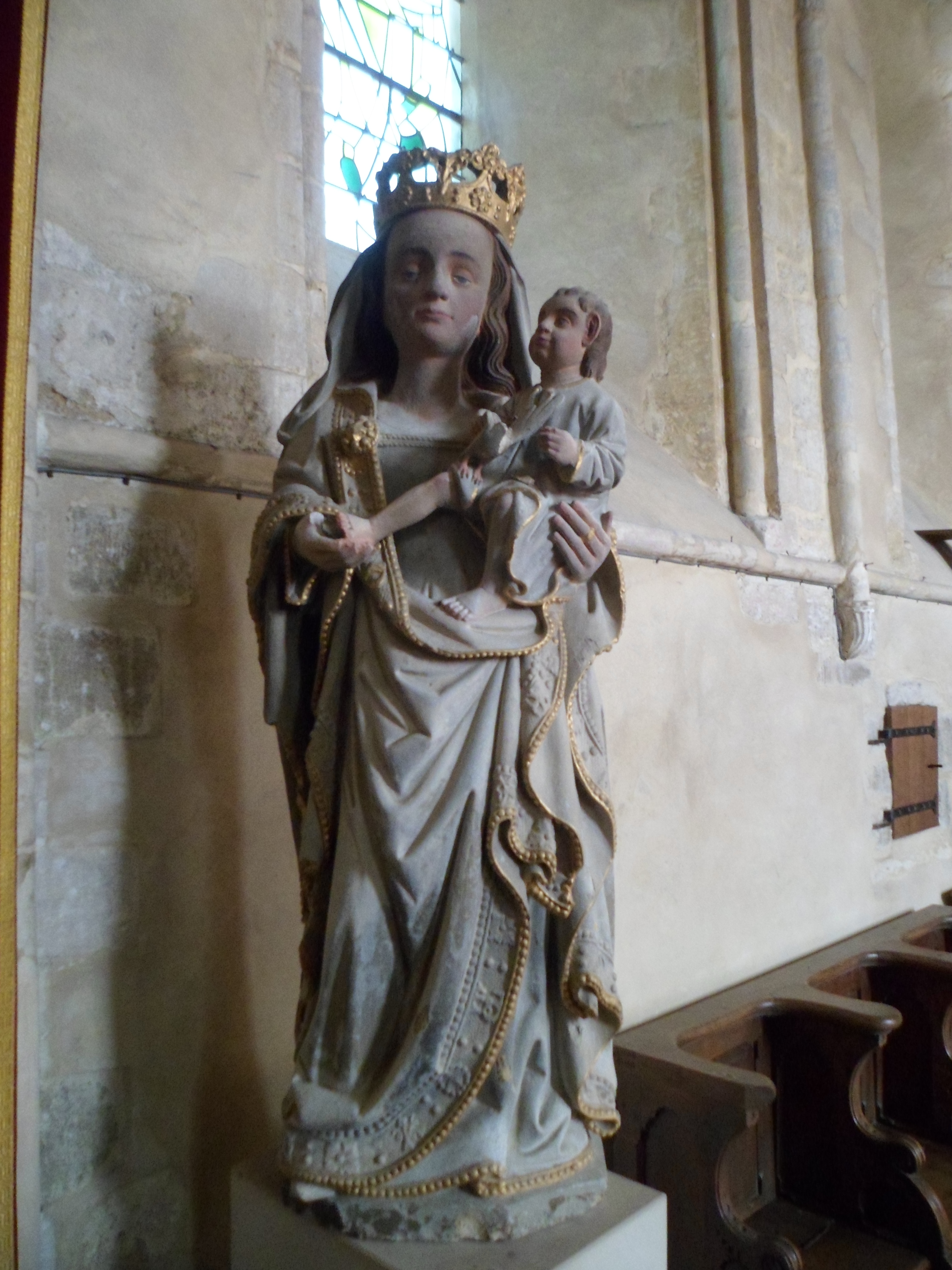
Vierge à l'Enfant.

- Église Notre-Dame des XIe, XIIIe, XIVe – XVIIe siècles d'origine romane, restaurée en 2001 (date sur la tour) et 2002 après la tempête de 1999. Elle abrite trois œuvres classées au titre objet aux monuments historiques : une Vierge à l'Enfant du XVIe, un ciboire du XVIIe, un calice et sa patène du XVIIe[34], ainsi que les statues de saint Clair du XVIIe, sainte Anne du XVIIIe, des fonts baptismaux du XVIIe, un tableau de l'Assomption du XVIIIe[35].
- Château de Marcambye des XVIe – XIXe siècle. Il appartient à la famille de la Brunelière de 1861 à 1925[36].
- Château du Bouillon des XVIIIe – XIXe siècles.
- La Cour d'Ouville du XVIIe siècle.
- Manoir de la Bretonnière du XVIe siècle avec tourelle d'escalier.
- Calvaire du XXe siècle, croix de cimetière du XVIIIe siècle, croix de chemin du XVIIe siècle
- Monument aux morts du XXe siècle.

### Personnalités liées à la commune
- Henri Varin de la Brunelière (Notre-Dame-de-Cenilly, 1900 - 1983), ecclésiastique catholique romain, évêque puis archevêque de Fort-de-France et Saint-Pierre de 1941 à 1972.
- Charles Varin de la Brunelière (1821-1904), maire de Notre-Dame-de-Cenilly en 1865. Président du conseil d'arrondissement en 1870. Propriétaire du château de Marcambye.
- Paul Varin de la Brunelière (1854-1911) maire et conseiller général, il sera emporté par la maladie à l'âge de 57 ans.
- Denis François Lemengnonnet (1755-1817), négociant à Granville, il rachète le domaine de Marcambye.

### Héraldique
| Blason de Notre-Dame-de-Cenilly | Blason  | D’azur aux deux flèches d’argent passées en sautoir, accompagnées, en chef à senestre, de la Vierge de carnation habillée et couronnée d’or tenant, de sa main dextre, un sceptre fleurdelysé du même et soutenant, de son bras senestre, l'enfant Jésus aussi de carnation habillé aussi d'or, au franc-quartier de gueules chargé de deux léopards d’or armés et lampassés aussi de gueules l'un sur l'autre. |
| Blason de Notre-Dame-de-Cenilly | Détails | Les léopards d'or sur champ de gueules rappellent les armes de la Normandie. |